# A Face da Guerra
A Face da Guerra é uma obra de Salvador Dalí, foi feita no final de 1940 na Califórnia, Estados Unidos, em plena Segunda Guerra Mundial. Aparentemente o quadro demonstra toda a repulsa de Dalí pela guerra civil, demonstrando que a guerra traz unicamente a destruição.
Mostrando a horrível face da guerra, Dalí estava tentando demonstrar através do quadro todo o terror que cercava a Segunda Guerra Mundial. Nele há um rosto marcado pela destruição, nos seus olhos e na sua boca há faces iguais a da face principal, mostrando a contínua destruição causada pela guerra. Um detalhe a ser observado é a primeira face, a que carrega todas as outras, que possivelmente pode ser entendido como o princípio da guerra pelos olhos de Dalí, é cercada por serpentes em posição de ataque. Outro detalhe interessante é uma sombra feita por um objeto fora do quadro, no canto inferior direito, no qual a marcas de mão, além da aparente falta de assinatura de Dalí no quadro.
Esse quadro é mais um exemplo da genialidade do maior pintor surrealista do século XX, é o surreal mostrando o real, originalidade e genialidade caminhando juntas com a sua percepção sobre os excessos da guerra, para muitos as coisas até podiam ser consideradas
Tamanho: 64 x 79 cm
Técnica: Óleo sobre tela